# Sverigedemokratisk Ungdoms historia
För andra betydelser, se Sverigedemokratisk Ungdom.
Sverigedemokratisk ungdoms historia inleddes när Sverigedemokraternas ungdomsförbund (förkortat SDU) grundades 1993. År 1995 lades förbundet ner för att sedan återuppstå som Sverigedemokratisk ungdom den 1 november 1998 i dess nuvarande form.

## Förbundets etableringsperiod, 1993-1995
År 1993 bildades Sverigedemokraternas ungdomsförbund (SDU) för första gången. Detta år startade också utgivningen av tidningen Ung Front, och SDU:s hittills enda demonstration hölls. Snart bytte förbundet namn till Sverigedemokratisk ungdom. Emellertid drog sig förbundet mot en för moderpartiet avvikande ideologi, vilket ledde till att förbundet lades ner 1995 av moderpartiet. Detta förklarades av SDU på sin hemsida på följande sätt: "Den sverigedemokratiska rörelsen var vid denna tid så svag, att ideologiskt avvikande personer tog sig in och besatte höga poster, varpå moderpartiet så småningom beslöt sig för att knyta ungdomsverksamheten till sin egen organisation."
Därefter var ungdomsverksamheten integrerad i själva partiet, vilket i praktiken innebar rabatterat partimedlemskap för ungdomar under tjugo år. Ungdomar hade också rätt till minst en plats i varje sd-styrelse på alla nivåer, och på våren 1995 blev SDU-Bulletinen en bilaga till SD-Bulletinen. Efter valet 1998 tilläts SDU åter bilda en egen, separat organisation.

## Återuppståndelsen, 1998-2007
Återuppståndelsen ägde rum den 1 november 1998 när en grupp yngre sverigedemokrater samlades på Medborgarhuset i Stockholm. Man antog en rad punkter som skulle ligga till grund för ett principprogram, och landet delades in i fyra distrikt. Till förbundsordförande valdes Jimmy Windeskog, då bosatt i Borlänge, som varit ungdomsansvarig inom Sverigedemokraterna sedan 1995. Windeskog tog initiativ till startandet av SDU:s nuvarande medlemstidning Demokraten och så småningom också SDU:s kortlivade tidskrift för ideologisk och filosofisk debatt Samtal i Skamvrån.
Vid rikskongressen 2000 avgick Jimmy Windeskog som förbundsordförande och ersattes av Jimmie Åkesson från Sölvesborg. År 2005 ersattes Jimmie Åkesson, som då skulle bli ordförande i Sverigedemokraterna, av Martin Kinnunen. År 2007 överlämnade Kinnunen ordförandeskapet till Erik Almqvist. Under de senaste åren har nya distrikt och lokalavdelningar bildats, bland annat SDU Sjuhärad och SDU Gävle.

## 2008-2009
Hösten 2008 inledde SDU vad man kallar en "kampanj mot svenskfientlighet". I samband med kampanjen höll man en rad torgmöten i olika städer. Torgmötena i Malmö uppmärksammades då SDU tvingades avbryta mötena på grund av ett stort antal motdemonstranter som överröstade deras tal. Efter ett första försök i Malmö 4 oktober gjorde man ett nytt försök den 18 oktober, med fler poliser men också fler motdemonstranter. Ca 500 motdemonstranter samlades den 18 oktober i Malmö och 16 motdemonstranter omhändertogs av polis. Båda mötena misslyckades. Det tredje torgmötet som SDU höll lördagen den 15 november 2008 i Malmö lyckades dock att hållas.
Våren 2009 fortsatte SDU sin kampanj. Den 25 januari 2009 höll ungdomsförbundet ett torgmöte på Norrmalmstorg i centrala Stockholm på eftermiddagen, vilket väckte stor medieuppmärksamhet, inte minst på grund av att ett sextiotal personer greps av polis och fördes till Kungsholmens polisstation för identifikation misstänka för ohörsamhet mot ordningsmakten då de överröstat mötet, men även äggkastning förekom och någon bröt strömmen till högtalaranläggningen. En person misstänktes för våld mot tjänsteman efter att ha kastat sten mot polisen och en för försök till misshandel efter att ha försökt rusa fram till talaren Erik Almqvist. En SDU-medlem blev fysiskt angripen i samband torgmötet av en okänd person. Erik Almqvist sa från mikrofonen att När vi kommer till makten blir det hårdare tag. Då ska de här personerna inte få hålla på som de gör.
Den 9 januari 2009 polisanmäldes fyra personer från SDU för att ha stängt in en reporter från Sveriges Radio ombord på en Estlandsfärja. Reportern hade med dold mikrofon och kamera infiltrerat partiet sedan hösten 2008 med hjälp av Wallraffmetoden. Det var när hon avslöjades ombord på Estlandsfärjan M/S Victoria den 9 januari som tumultet började.
I ett pressmeddelande sade Jimmie Åkesson att han ser det "som ytterst anmärkningsvärt att public service använder licensbetalarnas pengar till att i flera månader bedra och smygfilma politiskt engagerade ungdomar i privata situationer."
Erik Almqvist sade att han aldrig trodde att det var en journalist som jobbade för Sveriges radio som stod där i hytten. Almqvist menade att de var rädda för att det var någon från AFA som var med för att dokumentera dem. Utredningen lades ner på grund av att det inte gick att styrka att något brott begåtts. Dock hade inte åklagaren lyssnat på bandinspelning från händelsen och har uttalat att hon kanske återupptar förundersökningen. Polisen betraktar inte ärendet som prioriterat.

## Konflikten mellan SD och SDU 2015
I början av april 2015 kom striden mellan SD och SDU åter i medias fokus efter att SD genom Mattias Karlsson och Richard Jomshof gått ut med att ett flertal personer i SDU nu utreds för eventuell uteslutning. Detta efter påstådda kontakter med den högerextrema organisationen Nordisk Ungdom. Pressen kommenterade utvecklingen med rubriker som "Kaoset fortsätter - SDU-ordföranden sparkas ut ur SD" (Aftonbladet)